# Comuna Novîi Dorohîn, Narodîci
Novîi Dorohîn (în ucraineană Новодорогинська сільська рада) este o comună în raionul Narodîci, regiunea Jîtomîr, Ucraina, formată din satele Iajberen, Novîi Dorohîn (reședința), Odrubî și Slavenșciîna.

## Demografie
Componența lingvistică a comunei Novîi Dorohîn
     Ucraineană (96,42%)
     Română (1,86%)
     Rusă (1,14%)
     Alte limbi (0,43%)
Conform recensământului din 2001, majoritatea populației comunei Novîi Dorohîn era vorbitoare de ucraineană (96,42%), existând în minoritate și vorbitori de română (1,86%) și rusă (1,14%).